# 伯利恆鎮區 (新澤西州)
伯利恆鎮區（英語：Bethlehem Township）是位於美國新澤西州亨特登縣的一個鎮區。

## 地方資料
伯利恆鎮區的面積為53.87平方千米，當中陸地面積為53.57平方千米，而水域面積為0.30平方千米。根據2020年美國人口普查的數據，當地共有人口3745人，而人口密度為每平方千米69.52人。